# Боянецька сільська рада
| Боянецька сільська рада — орган місцевого самоврядування у Жовківському районі Львівської області з адміністративним центром у селі Боянець. Історична дата утворення: в 1950 році. Водоймища на території, підпорядкованій даній раді: річка Свиня. Сільській раді підпорядковані населені пункти: - с. Боянець - с. Верини - с. Лісове - с. Підріка |

## Склад ради
Рада складається з 16 депутатів та голови.

### Керівний склад ради
| ПІБ                              | Основні відомості                                                             | Дата обрання | Дата звільнення |
| -------------------------------- | ----------------------------------------------------------------------------- | ------------ | --------------- |
| Пенцак Ольга Іванівна            | Сільський голова, 1949 року народження, освіта, член Народного Руху України   | 26.03.2006   | 31.10.2010      |
| Пограничний Василь Володимирович | Сільський голова, 1966 року народження, освіта незакінчена вища, безпартійний | 31.10.2010   |                 |

Примітка: таблиця складена за даними джерела